# Raiffeisenbank Chiemgau-Nord - Obing
Die Raiffeisenbank Chiemgau-Nord - Obing eG ist eine Genossenschaftsbank mit Sitz im Ortsteil Seeon in der bayerischen Gemeinde Seeon-Seebruck im Landkreis Traunstein. Der Verwaltungssitz befindet sich in Obing.

## Geschichte
Die heutige Raiffeisenbank Chiemgau-Nord - Obing eG wurde am 27. Dezember 1893 in Seeon gegründet. Durch die Fusion der Raiffeisenbank Pittenhart - Seeon - Seebruck eGmbH mit dem Sitz in Seeon mit der Raiffeisenkasse Truchtlaching eGmbH mit dem Sitz in Truchtlaching entstand im Jahr 1972 die Raiffeisenbank Chiemgau-Nord eGmbH. Im Jahr 1993 fusionierte diese letztmals mit der Raiffeisenbank Obing eG mit dem Sitz in Obing zur heutigen Raiffeisenbank Chiemgau-Nord - Obing eG.

## Rechtsverhältnisse
Die Raiffeisenbank Chiemgau-Nord - Obing eG (lt. GnR „Raiffeisenbank Chiemgau - Nord - Obing eG“) ist im Genossenschaftsregister beim Amtsgericht Traunstein unter GnR 219 eingetragen.

## Organisationsstruktur
Rechtsgrundlagen sind das Genossenschaftsgesetz und die durch die Generalversammlung beschlossene Satzung. Organe der Bank sind der Vorstand, der Aufsichtsrat und die Generalversammlung.

## Sicherungseinrichtung
Die Raiffeisenbank Chiemgau-Nord - Obing eG ist der amtlich anerkannten Sicherungseinrichtung des Bundesverbandes der Deutschen Volksbanken und Raiffeisenbanken GmbH und der zusätzlichen freiwilligen Sicherungseinrichtung des Bundesverbandes der Deutschen Volksbanken und Raiffeisenbanken e.V. angeschlossen.

## Geschäftsausrichtung
Die Raiffeisenbank Chiemgau-Nord - Obing eG betreibt das Universalbankgeschäft. Im Verbundgeschäft arbeitet sie mit der DZ Bank, R+V Versicherung, Bausparkasse Schwäbisch Hall, Teambank, VR Leasing, DZ Hyp und der Union Investment zusammen.

## Geschäftsgebiet
Das Geschäftsgebiet liegt im Westen des Landkreises Traunstein.
An diesen Orten betreibt die Bank Filialen:
- Seeon (jur. Sitz, Geschäftsstelle)
- Obing (Hauptstelle)
- Truchtlaching (Geschäftsstelle)
- Pittenhart (Geschäftsstelle)
- Seebruck (Geschäftsstelle)

Daneben wird noch ein Raiffeisenlagerhaus in Seeon betrieben.